# 페랄리사우루스
페랄리사우루스(학명:Feralisaurus corami)는 기룡목 탈라토사우루스과에 속하는 기룡이다. 지금은 멸종된 종으로 몸길이가 4~6m인 거대한 기룡에 속한다.

## 특징
페랄리사우루스(Feralisaurus)는 멸종된 신엽 파충류의 한 종이다. 바다에서 살았던 기룡 중에 하나이며 탈라토사우루스와 가장 가까운 근연 관계를 가지고 있다. 바다에서 생활하는 기룡답게 목이 길며 꼬리가 긴 것이 특징이다. 양다리는 노의 모습으로 진화하여 바다에서 앞으로 유영하는 데에 도움을 줬을 것으로 보인다. 양턱에는 크고 날카로운 이빨들이 총 15~20개가 나 있으며 이를 통하여 먹이를 사냥했을 것으로 보인다. 분류와 역사학적으로 보면 페랄리사우루스는 아마도 기저(baseal lepidosauromorph)에서 영국 서남부의 미들 트라이아스기(Middle Triagi)로부터 알려져 있다. 2020년 카빅치니 등이 설명한 페랄리사우루스 코라미 1종을 포함하고 있다. 그것은 헬즈비 사암 형성에서 발견되었다. 페랄리사우루스(BRSUG 29950-12)의 홀로타입이자 유일하게 알려진 표본은 2014년 데본주 시드머스 인근에서 발견됐다. 페랄리사우루스는 기초 신디옵시드 또는 기초 레피도사우로모르프 중 하나로 회복되었고, 연구자들은 레피도사우로모르파 내의 배치를 선호했다. 먹이로는 당대에 서식했던 물고기, 갑각류, 작은 수생 파충류, 무척추동물을 주로 잡아먹고 살았을 육식성의 포식자로 추정되는 종이다.

## 생존시기와 서식지와 화석의 발견
페랄리사우루스가 생존하던 시기는 중생대의 트라이아스기 전반으로서 지금으로부터 2억 4500만년전~1억 8천만년전에 생존했던 공룡이다. 생존했던 시기에는 유럽을 중심으로 하는 대서양, 북극해, 지중해에서 주로 서식했던 공룡이다. 화석의 발견은 2020년에 영국의 트라이아스기에 형성된 지층에서 영국의 고생물학자인 카빅치니에 의해 처음으로 화석이 발견되어 새롭게 명명된 종이다.

## 같이 보기
- 파충류
- 중생대
- 트라이아스기
- 기룡
- 공룡
- 화석